# 克里斯·尼爾森
克里斯·尼爾森（英語：Chris Nilsen，1998年1月13日—），美國田徑運動員，他代表美國隊參加了日本舉行的2020年夏季奧林匹克運動會，並且在男子撐竿跳高比賽上獲得銀牌。